# Natalia Ushakova

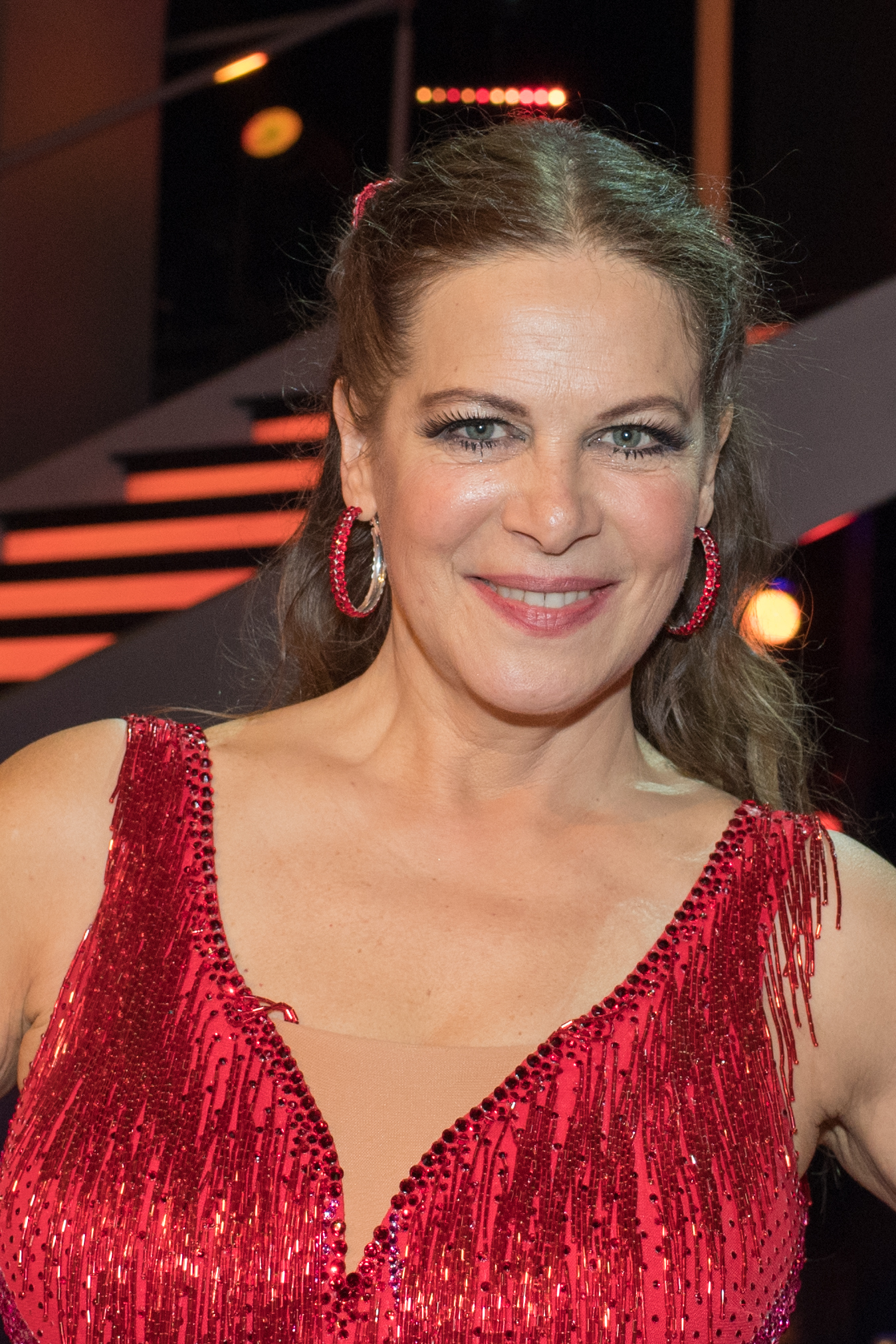
Natalia Ushakova 2020

Natalia Ushakova (russisch Наталья Ушакова Natalja Uschakowa, * 9. Februar 1969 in Taschkent, Usbekische SSR; heute Usbekistan) ist eine russisch-österreichische Opernsängerin (Sopran).

## Leben
Natalia Ushakova absolvierte nach einer Ausbildung zum Ingenieur für Radioelektronik ihr Gesangsstudium ab 1991 am Rimski-Korsakow-Konservatorium in Sankt Petersburg, gemeinsam mit ihrer Freundin Anna Netrebko, mit der sie auch zusammen wohnte.
1996 erhielt sie ein Stipendium für das Grazer Opernstudio. Im Jahr 1997 heiratete sie den österreichischen Tenor Reiner Schendl, der inzwischen nicht mehr als Sänger arbeitet. 1998 setzte sie ihr Gesangsstudium mit der Meisterklasse bei Josef Loibl an der Hochschule für Musik und Theater München fort. Ab 1999 besuchte sie die Accademia di perfezionamento des Teatro alla Scala in Mailand. Noch im selben Jahr debütierte sie an der Scala als Maria in Mazeppa von Pjotr Iljitsch Tschaikowski unter der Leitung von Mstislav Rostropovich.
Nachdem sie im Jahr 2000 zwei der bedeutendsten italienischen Gesangswettbewerbe, den Concorso Internazionale Riccardo Zandonai in Rovereto und den Concorso delle voci verdiane in Busseto, der Geburtsstadt Verdis, gewonnen hatte, debütierte sie im selben Jahr als Violetta Valéry in Verdis La traviata am Mariinski-Theater in Sankt Petersburg. Im selben Jahr wirkte sie beim BBC-Fernsehfilm The private life of Giuseppe Verdi mit, in dem sie Giuseppina Strepponi (Verdis zweite Frau) und Violetta Valéry verkörperte. In dieser Zeit wirkte sie auch an Tourneen des Mariinsky-Theaters von Sankt Petersburg mit, die sie an die Metropolitan Opera in New York, das Teatro Colón in Buenos Aires, das Bolschoi-Theater in Moskau und das Festspielhaus Baden-Baden führten.
Im Jahr 2001 erhielt sie die österreichische Staatsbürgerschaft. Ihr USA-Debüt gab sie 2001 als Liu in Giacomo Puccinis Turandot an der Washington National Opera, wo sie 2002 wiederum die Lisa in Pique Dame neben Plácido Domingo als Hermann spielte. Ihr Debüt an der Staatsoper Hamburg gab sie 2003 in der Rolle der Lisa in Pique Dame von Tschaikowski. Großen Erfolg bei Presse und Publikum hatte ihr Debüt im Juni 2004 im Teatro Real in Madrid mit Placido Domingo. 2005 folgte die Rolle der Tatiana in einer Neuinszenierung von Eugen Onegin. Im April 2006 gab Natalia Ushakova die Donna Anna in Daniele Abbados Neueinstudierung des Don Giovanni in Verona. In diesem Jahr debütierte sie auch mit großem Erfolg in der Carnegie Hall in New York.
2007 debütierte sie als Violetta (in La Traviata) an der Wiener Staatsoper und als Desdemona in Otello an der Staatsoper Stuttgart. 2008 folgten Debüts in Japan, am Royal Opera House Covent Garden und Gala-Konzerte zusammen mit José Carreras und weiteren Künstlern. 2011 gab sie Verdis Violetta in der Neuproduktion unter der Regie von Renato Zanella im historischen Opernhaus von Syros in Griechenland, die in der Folge zur besten Produktion des Jahres 2011 gekürt wurde. Im Anschluss daran sang sie die Tosca unter der Leitung von Plácido Domingo in Washington, D.C. und erhielt großen Beifall von Publikum und Presse bei der Uraufführung von Lera Auerbachs Oper Gogol im Theater an der Wien. Das Jahr 2012 begann mit einer Facherweiterung unter der Führung von Kammersängerin Prof. Hilde Zadek. In der Folge nahm Natalia Ushakova ihre erste Belcanto-CD mit der paneuropäischen Philharmonie unter der Leitung von Guido Mancusi in Warschau auf und debütierte als Celeste in Nick Prokops Mono-Oper Zeitperlen, begleitet von den Wiener Philharmonikern. 2013 debütierte Natalia Ushakova als Königin der Nacht an der Staatsoper Prag und der Volksoper Wien sowie als Francesca da Rimini in Lyon (Frankreich) unter dem Dirigat von Wladimir Fedosejew. Im März dieses Jahres präsentierte sie auch ihr zweites Solo-Album bei Universal Music Austria.
Ihre Freizeit verbringt sie oft am Semmering, wo sie ein Haus besitzt.

## Sonstiges
Am 21. Februar 2011 nahm sie mit Rudolf Roubinek, Dirk Stermann und Mirjam Weichselbraun an der Promi-Millionenshow teil, wo 105.000 Euro als Spende für Licht ins Dunkel gewonnen wurden.
2020 nahm sie als erste Opernsängerin an der 13. Staffel der ORF-Sendung Dancing Stars als Tänzerin teil, zunächst mit dem Profitänzer Stefan Herzog und später, nach einer Verletzung von Herzog, mit Dimitar Stefanin. Sie erreichten den vierten Platz.

## Engagements
- 1998: Lisa in einer Neuproduktion von P. I. Tschaikowskis Oper Pique Dame  an der Niederländischen Nationaloper in Amsterdam unter der Regie von Lev Dodin und der musikalischen Leitung von Semjon Bytschkow
- 1999: Maria in Mazeppa von Tschaikowski an der Mailänder Scala
- 1999: Mimi in Franco Zeffirellis Inszenierung von La Bohème an der Mailänder Scala
- 2000: Violetta in Verdis La traviata an der Mailänder Scala
- 2000: BBC-Fernsehfilm The private life of Giuseppe Verdi als Giuseppina Strepponi und Violetta Valéry
- 2000: Tourneen des Mariinski-Theaters von Sankt Petersburg mit Auftritten an der Metropolitan Opera New York, dem Teatro Colón Buenos Aires, dem Bolschoi-Theater Moskau und dem Festspielhaus Baden-Baden
- 2001: Marie in Die verkaufte Braut an der Staatsoper Hannover
- 2001: Mimi in La Bohème an der Scala und Cio Cio San in Madama Butterfly
- 2001: Liu in Puccinis Turandot an der Washington Opera
- 2002: Lisa in Pique Dame an der Washington Opera
- 2003: Donna Anna in einer Neuproduktion von Don Giovanni an der Washington Opera
- 2003: Violetta Valery in einer Neuinszenierung der La Traviata an der Staatsoper Hannover
- 2003: Lisa in P. I. Tschaikowskis Oper Pique Dame an der Staatsoper Hamburg
- 2003: Giuditta von Franz Lehár bei den Seefestspielen Mörbisch
- 2004: Lisa in einer Neuproduktion von P. I. Tschaikowskis Oper Pique Dame mit Placido Domingo als Herman am Teatro Real in Madrid
- 2005. Tatiana in einer Neuinszenierung von Eugen Onegin unter der Regie von Peter Konwitschny
- 2005: Jenůfa in der Oper Jenůfa von Leoš Janáček an der Janáček-Oper in Brünn
- 2006: Donna Anna in Abbados Neueinstudierung des Don Giovanni in Verona
- 2006: Konzert in der Carnegie Hall in New York
- 2007: Violetta in La Traviata an der Wiener Staatsoper
- 2007: Desdemona in Otello von Verdi in der Staatsoper Stuttgart
- 2007: Minnie in La fanciulla del West an der Staatsoper Stuttgart[6]
- 2008: Salome, Japan-Debüt am New National Theater Tokyo
- 2008: Amelia in Simone Boccanegra, Debüt am Royal Opera House in Covent Garden, London
- 2008: Gala-Konzert mit José Carreras in Belgrad
- 2008: Gala-Konzert an der Albertina Wien
- 2008: Hanna Glawari in der Lustigen Witwe an der Wiener Volksoper
- 2008: Hanna Glawari in der Lustigen Witwe, Gala anlässlich der Fußball-Europameisterschaft im Stadion Hohe Warte, Wien
- 2009: Tosca beim Festival in der New Opera of Peking
- 2009: Lisa in Pique Dame an der Wiener Staatsoper
- 2009: Tatjana in Eugen Onegin, Neuproduktion an der Staatsoper Stuttgart
- 2009: Salome in Budapest
- 2009: Gala-Konzerte in Japan
- 2009: Rusalka, Neuproduktion in Athen
- 2010: Die lustige Witwe an der Volksoper Wien
- 2010: Norma an der National Opera Zagreb
- 2010: Rusalka, Neuproduktion in Nizza
- 2010: Salome, New Opera of Peking
- 2011: Violetta Valery in der Neuproduktion von La traviata im historischen Theater von Syros in Griechenland
- 2011: Tosca in Puccinis Tosca an der Washington Opera unter der Leitung von Plácido Domingo
- 2011: Weltpremiere von Lera Auerbachs Gogol im Theater an der Wien in Österreich
- 2012: Facherweiterung unter der Führung von Kammerschauspielerin Prof. Hilde Zadek
- 2012: Celeste in Nick Prokops Mono-Oper Zeitperlen
- 2013: Debüt als Königin der Nacht in der Staatsoper Prag
- 2013: Königin der Nacht an der Volksoper Wien
- 2013: Francesca da Rimini in Lyon (Frankreich)
- 2013: Neues Belcanto-und-Romantik-Album von Universal Music
- 2014: Amelia in einer Neuproduktion von G. Verdis Oper „Un ballo in Maschera“ (Ein Maskenball) am slowenischen Nationaltheater Oper und Ballett in Ljubljana
- 2015 Salome in einer Neuproduktion von R. Strauss’ Oper Salome am slowenischen Nationaltheater Oper und Ballett in Ljubljana
- 2015: Maliella in einer Neuproduktion von Wolf-Ferraris Oper „I gioelli della Madonna“ (Der Schmuck der Madonna) am slowakischen Nationaltheater in Bratislava
- 2016: Ermanno Wolf-Ferraris I gioielli della Madonna, Weltersteinspielung unter der Leitung von Friedrich Haider.
- 2023: Rollendebüt als Carmen in der gleichnamigen Oper an der Bühne Baden in Baden bei Wien[7]
- 2023: Rollendebüt als Rosalinde in einer Neuproduktion von Die Fledermaus des Europaballetts im Kulturhaus Wagram in St. Pölten[8]
- 2025: Tosca in einer Neuproduktion von G. Puccinis Oper Tosca an der Bühne Baden in Baden bei Wien[7]

## Diskografie

### CD-Veröffentlichungen
- 2016: Ermanno Wolf-Ferrari: I gioielli della Madonna. Label: Naxos https://www.naxos.com/catalogue/item.asp?item_code=8.660386-87
- 2013: Album/Doppel-CD Natalia Ushakova. Label: Universal Music Austria.
- 2010: Opera Arias. Label: Amadeo (Universal).
- 2006:  Franz Lehár: Giuditta. Seefestspiele Mörbisch. Label: Oehmsclass (CODAEX).
- 2005: Johann Strauss: Der Zigeunerbaron. Doppel-CD. Label: Valois.

### DVD-Veröffentlichungen
- 2006: Als Giuditta in Giuditta von Franz Lehár. Seefestspiele Mörbisch. Label: ORF/AMG. DVD & Blu-ray.

## Auszeichnungen
- 2000: Siegerin des „Concorso Internazionale Riccardo Zandonai“ in Rovereto, Italien
- 2000: Siegerin des „Concorso delle voci verdiane“ in Busseto, Italien
- 2009: Kulturpreis 2009 von „Leading Ladies Awards“, Österreich
- 2011: Ladypower Award 2011 von „Living Culture“ Austria